# فرودگاه انگلس-۲
فرودگاه انگلس-۲ (به انگلیسی: Engels-2) یک فرودگاه نظامی است که یک باند فرود بتن دارد و طول باند آن ۳۵۰۰ متر است. این فرودگاه در شهر ساراتوف کشور روسیه قرار دارد و در ارتفاع ۳۷ متری از سطح دریا واقع شده است.